# Heber Harold Hatfield
Pour les articles homonymes, voir Hatfield.
Heber Harold Hatfield (1885-1952) est un agriculteur, un marchand et un homme politique canadien du Nouveau-Brunswick.

## Biographie
Heber Harold Hatfield naît le 17 avril 1885 à Middle Simonds, au Nouveau-Brunswick. Tout en étant agriculteur et marchand, il devient maire de la ville de Hartland.
Il se lance ensuite en politique fédérale et est élu député de la circonscription de Victoria—Carleton le 26 mars 1940 sous l'étiquette conservatrice. Il est par la suite réélu en 1945 et 1949. Il meurt en cours de mandat le 3 janvier 1952.

## Divers
Un de ses enfants, Richard Bennett Hatfield, deviendra Premier ministre du Nouveau-Brunswick.